# 赵海燕 (二人转演员)
赵海燕（1974年1月11日—），中国大陆女演员、二人转演员，毕业于辽宁大学本山艺术学院，二级演员，辽宁大学教授，民盟盟员。代表作品有《乡村爱情》、《樱桃》、《相亲》等。

## 经历
赵海燕出生于吉林，高中毕业后就开始学习二人转。曾考取吉林省戏曲学院。毕业后曾在梨树县地方戏曲剧团、吉林市歌舞团工作。后来，进入赵本山的辽宁民间艺术团，拜师赵本山。拜师赵本山后，出演赵本山执导的《刘老根》、《马大帅》、《乡村爱情》、《樱桃》等影视剧，塑造了多个令人深刻的荧幕形象。同时和赵本山两人搭档表演了《相亲》、《相亲2》、《有钱了》、《中奖了》等众多小品。
2004年，赵海燕考取了辽宁大学本山艺术学院，4年后获得了学士学位，并留校任教。2012年，赵海燕通过考评，顺利取得辽宁大学副教授职称，后晋升为教授。主持国家级项目《曲艺表演美学基础研究》。电影《半个喜剧》获第33届中国电影金鸡奖最佳女配角奖提名。

## 个人生活
赵海燕的丈夫是闫光明，同为二人转演员，夫妻二人同时拜师赵本山，并且同时考取辽宁大学本山艺术学院，两人育有一子。